# Detane
Detane (Servisch cyrillisch Детане) is een plaats in de Servische gemeente Tutin. De plaats telt 224 inwoners (2002).